# Akuma no Riddle
Riddle Story of Devil (Nhật: 悪魔のリドル Hepburn: Akuma no Ridoru, lit. Devil's Riddle) là một bộ truyện tranh Nhật Bản được viết bởi Yun Kōga và được minh họa bởi Sunao Minakata. Nó đã được đăng theo kỳ trên tạp chí Newtype của Kadokawa Shoten trong khoảng thời gian từ tháng 9 năm 2012 đến tháng 11 năm 2016 và được Seven Sea Entertainment cấp phép bằng tiếng Anh. Một bộ phim chuyển thể từ anime do Keizō Kusakawa làm đạo diễn và hoạt hình của Diomedéa được phát sóng tại Nhật Bản từ tháng 4 đến tháng 6 năm 2014. Bộ phim được cấp phép phát trực tuyến bởi Funimation ở Bắc Mỹ và Madman Entertainment ở Úc. Tiêu đề ban đầu là một cách chơi chữ của Devil's Trill (悪 魔 の ト, Akuma no Toriru) của Giuseppe Tartini.

## Cốt truyện
Tại trường nội trú của nữ sinh, Học viện Myōjou, mười ba cô gái được chuyển vào"Lớp 10 Hắc ban"của học viện (10 年黒組, Jū-nen Kuro-gumi). Trong số mười ba học sinh này, mười hai là sát thủ từ nhiều nguồn gốc khác nhau, những người được giao nhiệm vụ ám sát học sinh còn lại, một cô gái tên là Haru Ichinose. Nếu họ thành công, họ sẽ được cấp bất kỳ mong muốn nào họ muốn, nhưng nếu thất bại, họ sẽ bị đuổi khỏi lớp. Tuy nhiên, một trong những sát thủ, Tokaku Azuma, đã thề sẽ bảo vệ Haru khỏi những sát thủ khác.